# Tradición (derecho)
La tradición (del latín traditio y este a su vez de tradere, "entregar"), en Derecho, es el acto por el que se hace entrega de una cosa, a una persona física o persona jurídica.
En muchos ordenamientos jurídicos, la tradición supone un traspaso o transferencia, y constituye un modo de adquirir la propiedad, pues para que ella se transfiera no es suficiente con la celebración de un contrato (como el de compraventa), sino que hace falta algo más: un modo de transferencia. Uno de ellos se denomina tradición o traditio.
La tradición normalmente se hace mediante la entrega física de la cosa, pero también puede hacerse por medio de otros símbolos que signifiquen su puesta a disposición. Algunos ejemplos son:
- La entrega de las llaves de un almacén donde se encuentra el bien mueble.
- La entrega de documentos que dan derecho a recibir los bienes: albaranes, títulos valores, etc.
- La inscripción en un registro público.

## Regulación por países

### Argentina
El tema de la tradición está regulado en el Artículo n°1924 del Código Civil y Comercial de la Nación (Libro IV, Título II, Capítulo II: Posesión y Tenencia.
«ARTICULO 1924.- Tradición. Hay tradición cuando una parte entrega una cosa a otra que la recibe. Debe consistir en la realización de actos materiales de, por lo menos, una de las partes, que otorguen un poder de hecho sobre la cosa, los que no se suplen, con relación a terceros, por la mera declaración del que entrega de darla a quien la recibe, o de éste de recibirla.».

### Chile
En el derecho chileno es necesaria la tradición para transferir el dominio de las cosas (y los demás derechos reales). Está expresamente definida por el artículo 670 del Código Civil de la República:

Art. 670. La tradición es un modo de adquirir el dominio de las cosas y consiste en la entrega que el dueño hace de ellas a otro, habiendo por una parte la facultad e intención de transferir el dominio, y por otra la capacidad e intención de adquirirlo.

Lo que se dice del dominio se extiende a todos los otros derechos reales.

### España
En los ordenamientos jurídicos en los que rige la teoría del título y el modo en la adquisición de los derechos reales, como es el caso español, la tradición es el acto por el que el tradens entrega la cosa al accipiens, con las voluntades respectivas de transferir y adquirir el dominio u otro derecho real.
En los llamados contratos reales, la tradición es necesaria para considerar perfeccionado el contrato (caso de la donación de bien mueble), no siendo suficiente el mero consentimiento.
Por otro lado, en el contrato de compraventa se exige que el vendedor garantice "la legal y pacífica posesión de la cosa", de manera que indudablemente existe un traspaso posesorio, pero existe división doctrinal a la hora de considerar la existencia inmediata de un traspaso de propiedad.

### Perú
En el Código Civil se indica que todos los bienes muebles se transfieren por tradición.[cita requerida]
Así el Código civil dice “La tradición se realiza mediante la entrega del bien a quien debe recibirlo o a la persona designada por él o por la ley y con las formalidades que ésta establece”, art.901.